# Атилио Демария
Атѝлио Хосѐ Демарѝя (на испански: Atilio José Demaría) роден на 19 март 1909 г. в Буенос Айрес е бивш аржентински футболист и треньор, натурализиран италианец. Световен шампион с Италия през 1934 г.

## Кариера
Започва кариерата си в родната Аржентина през 1930 г., а година по-късно е привлечен в италианския Амброзиана-Интер. През 1933 г. получава италианско гражданство и правото да играе за националния отбор по футбол на Италия, с който става световен шампион през 1934 г. През 1936 до 1938 г. отново играе в Аржентина, за да се върне отново в Амброзиана-Интер, с които в следващите две години печели съответно шампионата и купата на страната. С черно-синята фланелка изиграва общо 295 мача в които отбелязва 86 гола. Напуска Интер през 1943 г. Остава в Италия по време на ВСВ, след което през 1946 г. завършва кариерата си с екипа на Леняно. От 1946 до 1948 г. е едновременно играч и треньор на отбора от Серия Б – Козенца.

## Отличия
- Шампион на Италия: 1

Интер: 1939/40
- Копа Италия: 1

Интер: 1939
- Световен шампион: 1

Италия: 1934
| Капитани на ФК Интер | Капитани на ФК Интер     | Капитани на ФК Интер |
| -------------------- | ------------------------ | -------------------- |
| Предшественик        | Период                   | Наследник            |
| Джузепе Меаца        | Атилио Демария 1940-1943 | Алдо Кампатели       |